# Ingrid Siebke
Ingrid Siebke (* 13. September 1948 in Magdeburg) ist eine deutsche Politikerin (SPD). Sie war von 1994 bis 2009 Abgeordnete im Landtag von Brandenburg.

## Leben und Beruf
Ingrid Siebke legte 1967 ihr Abitur ab und studierte von 1967 bis 1971 Germanistik und Geschichte an der Pädagogischen Hochschule Potsdam mit dem Abschluss einer Diplomlehrerin. Von 1971 bis 1994 ging sie ihrer Lehrertätigkeit an verschiedenen Schulen nach. Sie ist evangelischen Glaubens, verheiratet und hat zwei Kinder.

## Politisches Engagement
Ingrid Siebke ist seit 1990 Mitglied der SPD. Kommunalpolitisch war sie von 1990 bis 1994 und ist seit 2003 Mitglied des Kreistages Oder-Spree. Dort ist sie stellvertretendes Mitglied des Ausschusses Soziales und Gesundheit. Seit 1993 ist sie zudem Mitglied der Stadtverordnetenversammlung Eisenhüttenstadt.
Am 11. Oktober 1994 zog sie erstmals in den brandenburgischen Landtag ein. Dort vertrat sie den Wahlkreis Oder-Spree IV beziehungsweise ab Oktober 2004 den Wahlkreis Oder-Spree II. Zuletzt war sie 2004 über die Landesliste ihrer Partei in den Landtag eingezogen. Für ihre Fraktion war sie 1994 bis 1999 Mitglied im Petitionsausschuss. Zudem war sie von 1994 bis 2009 Mitglied im Ausschuss für Bildung, Jugend und Sport, in dem sie in der 3. Wahlperiode (1999–2004) den stellvertretenden Vorsitz innehatte.
Neben ihrer parteipolitischen Arbeit ist sie Vorsitzende des Trägervereins Dokumentationszentrum für Alltagskultur der DDR in Eisenhüttenstadt sowie Mitglied des Aufsichtsrates „Alten- und Pflegeheim Eisenhüttenstadt“.